# Koločep
Koločep (ita: Calamotta) est une île de la mer Adriatique en Croatie proche de Dubrovnik. Il s'agit de la plus petite des îles Élaphites. Elle est inaccessible aux voitures, tout comme Lopud, bien que quelques scooters, tracteurs et voitures électriques soient autorisés.
Le relief de l'île est accidenté ; tout autour de l'île se trouvent des falaises couvertes de pins tombant à pic sur la mer. On trouve sur l'île les escaliers de Placet, composés de 80 marches creusées dans la roche et amenant à la mer.
L'île a deux villages : Donje Čelo au nord, et Gornje Čelo (aussi appelé Kalamota) au sud-ouest. On y trouve deux églises préromanes (Sveti Nikola et Sveti Michael), ainsi qu'un musée d'art sacré.
L'île est proche de Dubrovnik, qui peut être aperçue depuis le phare de Bezdan. En été, de nombreux touristes viennent en bateau sur l'île pour la journée. L'économie locale est basée sur le tourisme.